# LeaderTask
LeaderTask (ЛидерТаск) — программное обеспечение разработанное российской компанией ООО "Органайзер ЛидерТаск", является сервисом для управления проектами и поручениями. Представляет собой программы для Windows, Mac, Android, iPhone, iPad, Web. Позволяет составлять списки дел на день/неделю/месяц/год, раздавать поручения и контролировать их исполнение, управлять проектами и организовывать работу с клиентами.

## Компания
Владелец сервиса — российская компания ООО «Органайзер ЛидерТаск». Компания существует с 2008 года. Главное направление деятельности — разработка сервиса ЛидерТаск. Также компания производит курсы по тайм-менеджменту и повышению эффективности. ООО «Органайзер ЛидерТаск» не имеет иностранных учредителей, не привлекает для развития иностранный капитал. Количество клиентов компании: более 10 000 (информация на конец 2022 года).

## Функциональность
Основные блоки функционала:
- Список задач
- Ежедневник (аналог бумажного ежедневника)
- Поручения для сотрудников
- Проекты (личные и общие)
- Канбан доски
- Продуктивность команды

Основные функции:
1. Создание списков задач на день/неделю/месяц/год
2. Организация задач в деревья (создание подзадач)
3. Составление почасового расписания дня (размещение задач на временной шкале)
4. Поручение задач коллегам (у них тоже должен быть установлен ЛидерТаск на смартфонах/планшетах/компьютерах)
5. Обсуждение порученных задач (у каждой задачи есть встроенный чат, где заказчик и исполнитель могут вести переписку)
6. Перепоручение задач (вниз по иерархии или горизонтально)
7. Управление проектами
8. Совместная работа в проектах (у коллег тоже должен быть установлен ЛидерТаск)
9. Возможность фильтрации списка задач по нескольким параметрам
10. Возможность прикреплять метки к задачам. Метка — это цветной классификатор
11. Возможность окрасить задачу в определенный цвет
12. Возможность взять задачи в фокус (такие задачи будут отображаться в определенном разделе)
13. Прикрепление файлов к задачам
14. Создание напоминаний для важных задач
15. Возможность распечатать список задач, содержимое задачи, почасовое расписание в ежедневнике
16. Поиск задач, проектов, сотрудников
17. Сортировка задач (по имени, по дате создания, дате завершения, статусу, имени исполнителя и т. д.)
18. Экспорт и импорт проектов (через специальные файлы на компьютере)
19. Возможность делать задачи повторяющимися
20. Преобразование писем в задачи
21. Запись и хранение базы данных клиентов
22. Продуктивность команды (каждый сотрудник получает балл за каждую выполненную в срок задачу и теряет, если просрочивает их, это отображается в графике и на основе данных сотруднику приписывается его уровень продуктивности)
23. Взаимодействие с клиентами (форма сбора заявок, которую можно создать во внутреннем конструкторе и вставить на сайт или посадочную страницу для обработки входящих заявок)
24. Совместная работа с досками (добавление сотрудников в доски с выбранными для них правами доступа)
25. Доступ к доскам по ссылке
26. Архив целей и задач в досках
27. Возможность назначать ответственных за заявки в досках
28. Офлайн режим и синхронизация (работа с открытыми задачами и проектами при отсутствии интернета и обновление изменений при его появлении)

## Облачное хранение
Хранение данных осуществлено в защищённом облаке Cloud4Y на территории России. Безопасность обеспечивает 256-битное шифрование, транспорт данных производится по защищённому протоколу https поверх криптографического протокола TLS.
Платформа Cloud4Y сертифицирована по стандарту безопасности ISO27001 (ISO/IEC 27001:2005.).

## Ключевые преимущества
1. Автономный режим (можно управлять задачами даже без подключения к интернету)
2. Поддержка основных систем тайм-менеджмента: Autofocus[1], Superfocus, Pomodoro Technique, Do It Tomorrow, Система Стивена Кови[2], Система Брайана Трейси и т. д.
3. Механизм «Антизабывание». Он позволяет не забыть о просроченных задачах. Механизм переносит их в список задач на сегодня
4. Данные (задачи, заметки, проекты…) хранятся в облаке в зашифрованном виде[3]
5. Возможность визуального выделения задач (окраска в произвольный цвет)[4]
6. Возможность разбить задачи на подзадачи без ограничения на глубину вложенности. Подзадачи так же можно разбить на еще более мелкие задачи

## Автономный режим
LeaderTask позволяет получить доступ к данным (задачам, поручениям, проектам и т. д.) даже при отсутствии Интернета. При отключении от Интернета можно выполнять любые действия: создавать задачи, прикреплять к ним файлы, создавать проекты и т. д. После того, как интернет появится, LeaderTask автоматически отправит новые и измененные данные в облако. Затем информация будет мгновенно доставлена нужным сотрудникам. Например, порученные за время отсутствия интернета задачи отправятся соответствующим исполнителям.

## Интересные технические, интерфейсные и другие решения, реализованные в программе
- Наглядное изображение древовидности задач
- Быстрая смена окна планирования: день, неделя, месяц
- Два удобных представления задач: список и почасовое расписание
- Гибкая система фильтрации задач (по сроку, маркеру, метке, статусу и т. д.)
- Возможность увидеть все непрочитанные задачи (специальный раздел «Непрочитанные»)
- Возможность увидеть все завершенные задачи

## Поддержка систем тайм-менеджмента
ЛидерТаск поддерживает следующие методики (системы) тайм-менеджмента:
- Final Version / Autofocus / Superfocus / Do It Tomorrow (Марк Форстер)[5]
- Система Стивена Кови[2]
- Система Брайана Трейси[6]
- ТаймДрайв (Глеб Архангельский)[7]
- Система Алана Лакейна
- Система Бенджамина Франклина
- Система Бодо Шефера
- Система Джона Вон Эйкена
- Система Джулии Моргенстерн
- Система Яны Франк
- Система Александра Любищева
- Турбо тайм-менеджмент (собственная разработка ООО «Органайзер ЛидерТаск»)
- SCRUM
- Agile
- Kanban

## Конкуренты
- Битрикс 24 (модуль управления задачами)
- Мегаплан (модуль управления делами)
- Wrike

- Trello
- Weeek
- Todoist
- GanttPRO
- AnyDo
- Achieve Planner
- EssentialPIM
- Asana

## Скриншоты

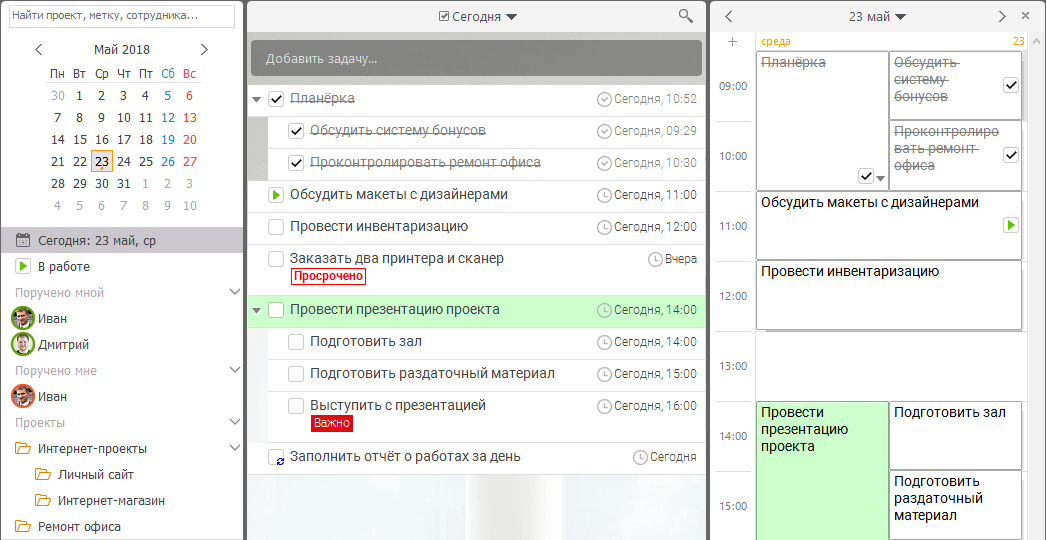
Главное окно программы LeaderTask (для платформы Windows)

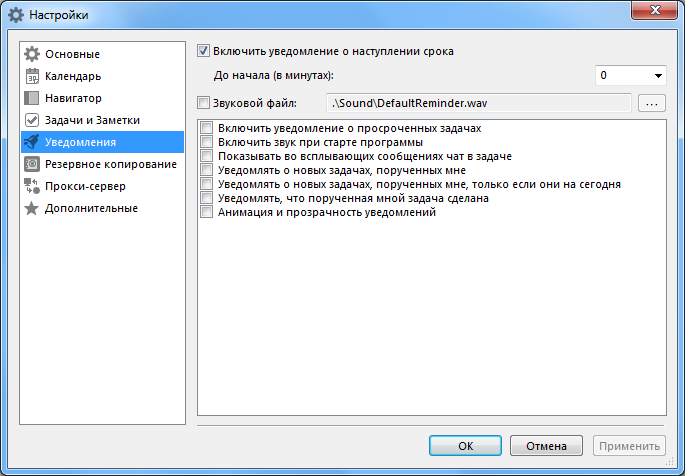
Окно настроек LeaderTask (для платформы Windows)

## Недостатки
1. Нет интеграции с MS Outlook, Google Calendar и другими программами
2. Ограниченное выделенное пространство на облаке (2 ГБ на одного пользователя)
3. Нет фильтрации в результатах глобального поиска по задачам
4. Нестабильная работа синхронизации в версии для смартфонов
5. Различие в функционале на разных платформах
6. Многие функции и инструменты доступны только в платной версии

## Награды и достижения
- 30 место в рейтинге интернет-магазина SoftKey по количеству приобретенных лицензий (декабрь 2010), в настоящее время какое либо упоминание о программе на сайте SoftKey отсутствует.[8]